# Corditubera
Corditubera is een geslacht van schimmels behorend tot de orde Boletales. In welke familie het geslacht behoort is nog niet zeker (incertae sedis).

## Soorten
Volgens de Index Fungorum bestaat het geslacht uit zeven soorten (peildatum december 2021):
| Soortnaam              | Auteur(s)                  | Publicatiejaar |
| ---------------------- | -------------------------- | -------------- |
| Corditubera bovonei    | (Mattir.) Demoulin & Dring | 1975           |
| Corditubera gallica    | Malençon                   | 1983           |
| Corditubera kivuensis  | Demoulin & Dring           | 1975           |
| Corditubera microspora | Höhn.                      | 1908           |
| Corditubera romagnesii | Malençon                   | 1983           |
| Corditubera spinispora | (Fogel) Malençon           | 1983           |
| Corditubera staudtii   | Henn.                      | 1897           |